# McKinnon (Wyoming)
McKinnon és una concentració de població designada pel cens dels Estats Units a l'estat de Wyoming.

## Demografia
Segons el cens dels Estats Units del 2000 McKinnon tenia 49 habitants, 17 habitatges, i 14 famílies. La densitat de població era de 0,6 habitants/km².
Dels 17 habitatges en un 35,3% hi vivien nens de menys de 18 anys, en un 82,4% hi vivien parelles casades, en un 5,9% dones solteres, i en un 11,8% no eren unitats familiars. En l'11,8% dels habitatges hi vivien persones soles el 5,9% de les quals corresponia a persones de 65 anys o més que vivien soles. El nombre mitjà de persones vivint en cada habitatge era de 2,88 i el nombre mitjà de persones que vivien en cada família era de 3,13.
Per edats la població es repartia de la següent manera: un 26,5% tenia menys de 18 anys, un 8,2% entre 18 i 24, un 32,7% entre 25 i 44, un 22,4% de 45 a 60 i un 10,2% 65 anys o més.
L'edat mediana era de 38 anys. Per cada 100 dones de 18 o més anys hi havia 140 homes.
La renda mediana per habitatge era de 80.216 $ i la renda mediana per família de 81.998 $. Els homes tenien una renda mediana de 53.750 $ mentre que les dones 25.417 $. La renda per capita de la població era de 37.833 $. Cap de les famílies estaven per davall del llindar de pobresa.

## Poblacions properes
El següent diagrama mostra les poblacions més properes.